# All My People
All My People este un single semnat Alexandra Stan, realizat în colaborare cu Manilla Maniacs, lansat pe 3 mai 2013. În mai puțin de o lună, piesa a ajuns în Romanian Top 100, bucurându-se deja de un succes internațional, difuzându-se la radiourile din Italia și fiind pe locul 5 în iTunes Italia la numai 4 zile de la apariție.

## Videoclip
Videoclipul a fost filmat în Sofia în regia lui Ilarionov Borisov, un artist cunoscut în Bulgaria. Ca locație a fost aleasă centrala electrică de termoficare a capitalei Bulgariei. Acesta a fost lansat împreună cu piesa, ajungând pe site-ul YouTube pe 3 mai 2013 și strângând peste 1.000.000 vizualizări într-o lună. , în prezent având peste 4.000.000.

## Topuri
| Grafic 2013                | Poziția |
| -------------------------- | ------- |
| România (Romanian Top 100) | 36      |

## Lansări
| Țara    | Data        | Format           | Casă discuri |
| ------- | ----------- | ---------------- | ------------ |
| România | 15 mai 2013 | Digital Download | MediaPro     |